# Chitrakoot Dham
Chitrakoot Dham (alternativt Chitrakootdham, Chitrakut Dham eller Karwi) är en stad i den indiska delstaten Uttar Pradesh, och är den administrativa huvudorten för distriktet Chitrakoot. Staden hade 57 402 invånare vid folkräkningen 2011, med förorter 66 426 invånare.